# El Marqués
El Marqués là một đô thị thuộc bang Querétaro, México. Năm 2005, dân số của đô thị này là 79743 người.